# Eugenio Gaminde

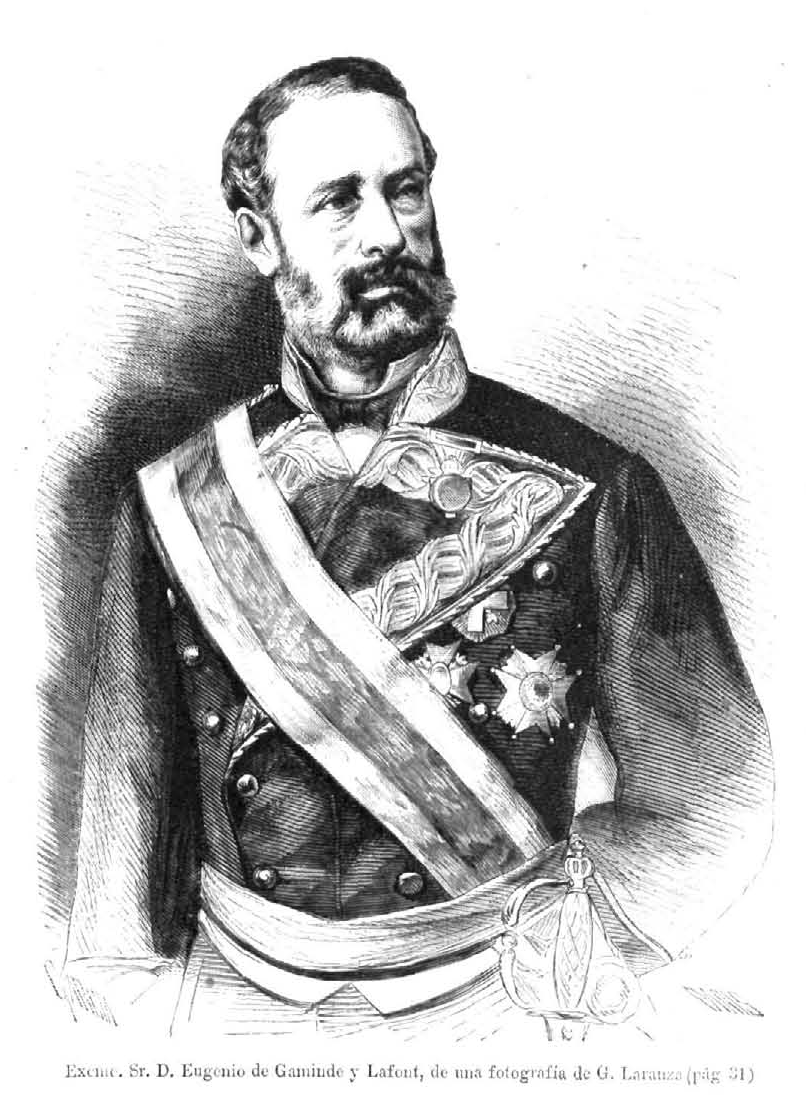
Eugenio Gaminde y Lafont. Grabado de Marcelo París a partir de una fotografía de G. Larauza. La Ilustración Española y Americana, 24 de enero de 1872, año XVI, n.º IV.

Eugenio Gaminde y Lafont (La Coruña, 30 de abril de 1812-Madrid, 29 de octubre de 1878) fue un militar y político español.

## Biografía
Su padre era vasco. Militar gallego cuya carrera comienza en la primera Guerra carlista y -después- en 1859 en la guerra de Marruecos. Capitán General de Cataluña entre 1869 y 1871, reprime la revuelta de los Quintos. Entre diciembre de 1871 y febrero de 1872 fue ministro de la Guerra. Había sido también en el reinado de Amadeo I senador por Lérida y Zaragoza. Tras la restauración borbónica en España lo sería, en 1877, por Vizcaya.